# Mennetou-sur-Cher
Mennetou-sur-Cher ist eine französische Gemeinde mit 846 Einwohnern (Stand: 1. Januar 2022) im Département Loir-et-Cher in der Region Centre-Val de Loire. Sie gehört zum Arrondissement Romorantin-Lanthenay und zum Kanton Selles-sur-Cher. Die Einwohner werden Monestois genannt.

## Geographie
Mennetou-sur-Cher liegt etwa 15 Kilometer westnordwestlich von Vierzon am Cher und am parallel verlaufenden Canal de Berry. Umgeben wird Mennetou-sur-Cher von den Nachbargemeinden Langon-sur-Cher im Norden und Westen, Châtres-sur-Cher im Osten, Maray im Süden sowie Saint-Loup im Südwesten.

## Bevölkerungsentwicklung
| 1962                       | 1968 | 1975 | 1982 | 1990 | 1999 | 2006 | 2018 |
| 950                        | 967  | 984  | 900  | 827  | 903  | 880  | 876  |
| Quellen: Cassini und INSEE |      |      |      |      |      |      |      |

## Verkehr
Durch die Gemeinde führen die Autoroute A85 und die frühere Route nationale 76 (heutige D976).
Der Ort verfügt über einen Bahnhalt an der Bahnstrecke Vierzon–Saint-Pierre-des-Corps und wird im Regionalverkehr durch Züge des TER Centre-Val de Loire nach Tours und Nevers bedient.

## Sehenswürdigkeiten
- Kirche Saint-Urbain, seit 1920 Monument historique
- alte Priorei
- historische Ortsbefestigung (Monument historique) und historischer Ortskern
- Brücke über den Cher

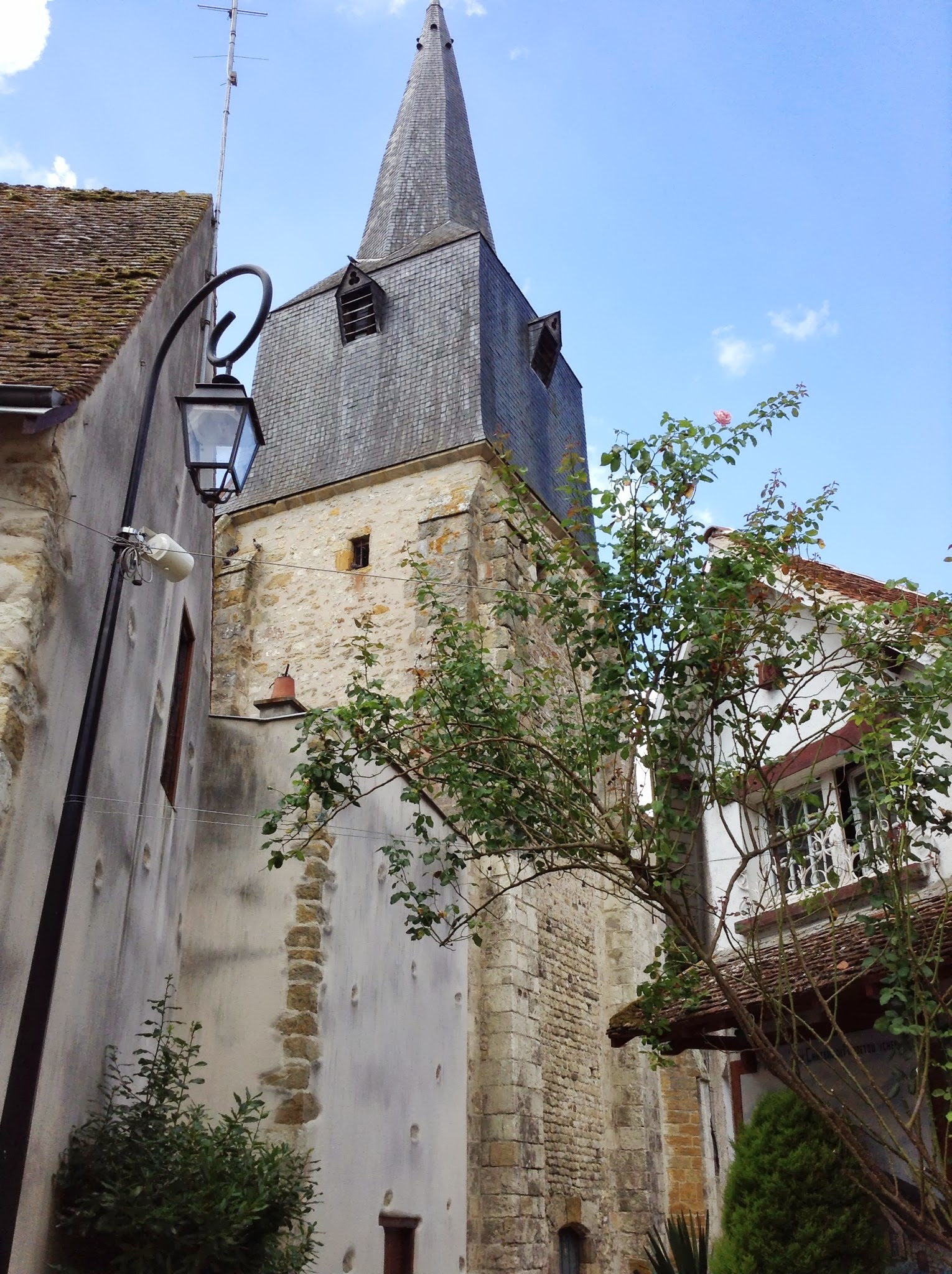
Kirche Saint-Urbain
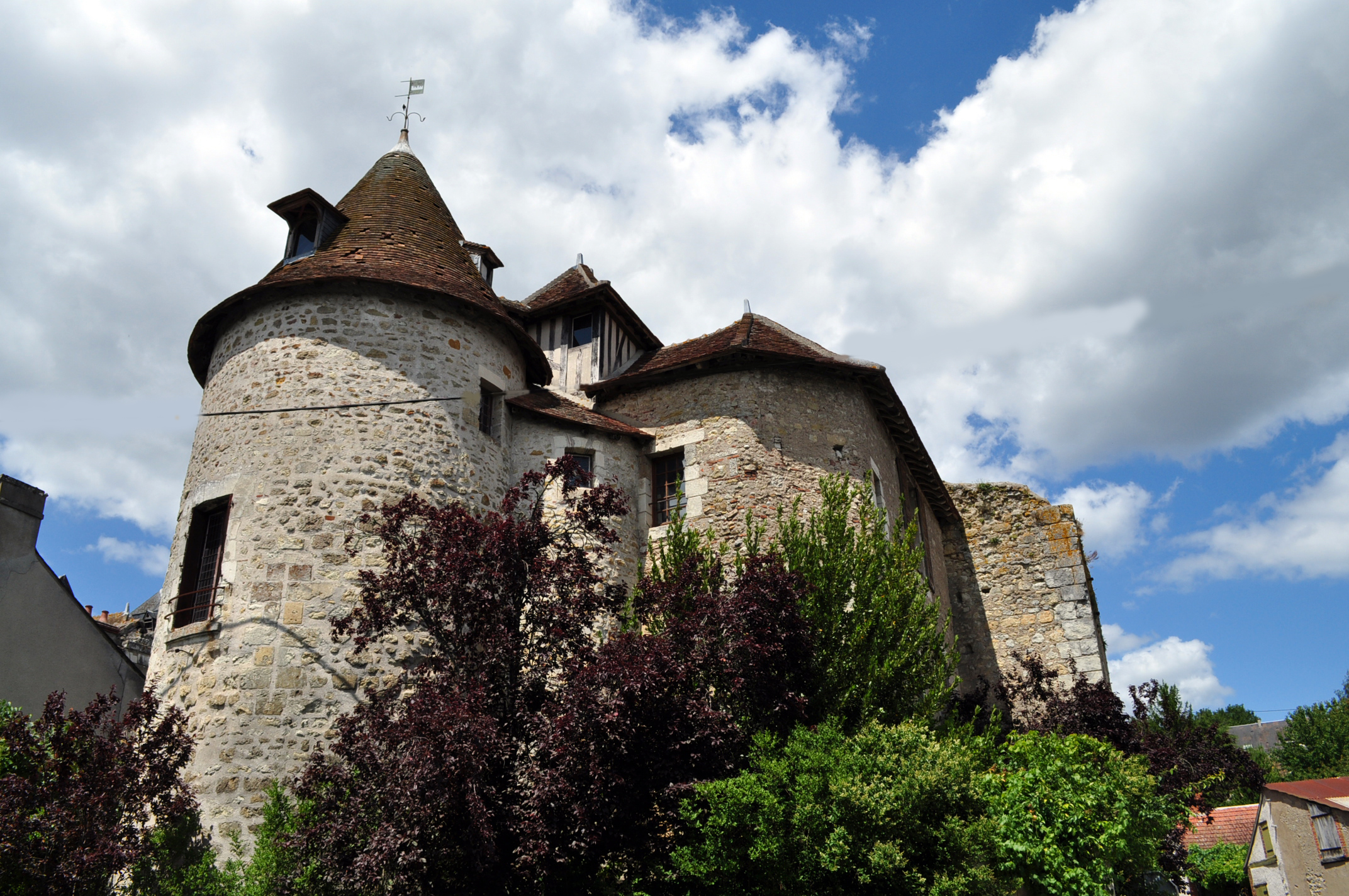
Alte Priorei
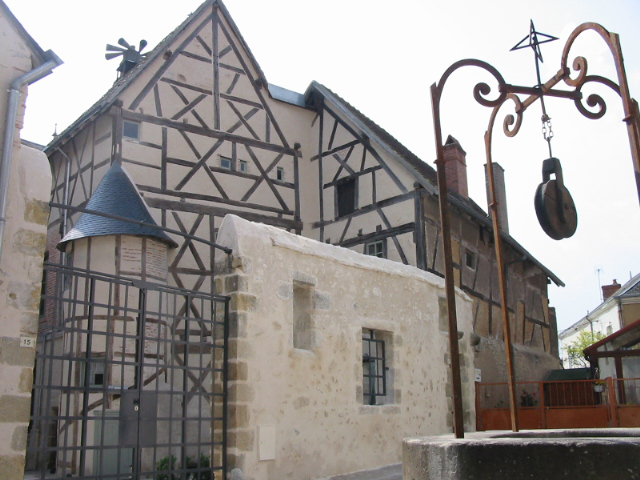
Typisches Fachwerkhaus im Ortskern
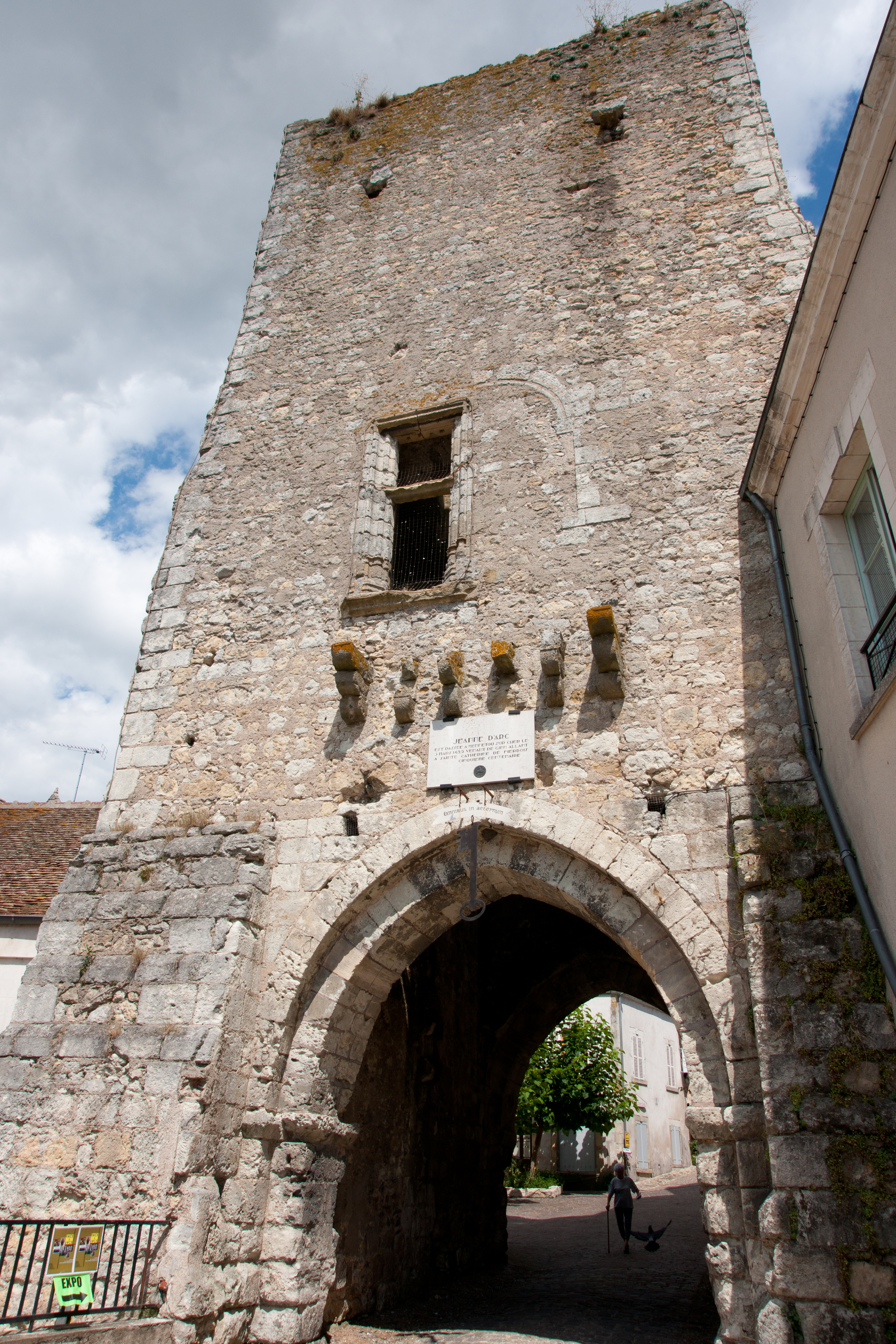
Ortsbefestigung
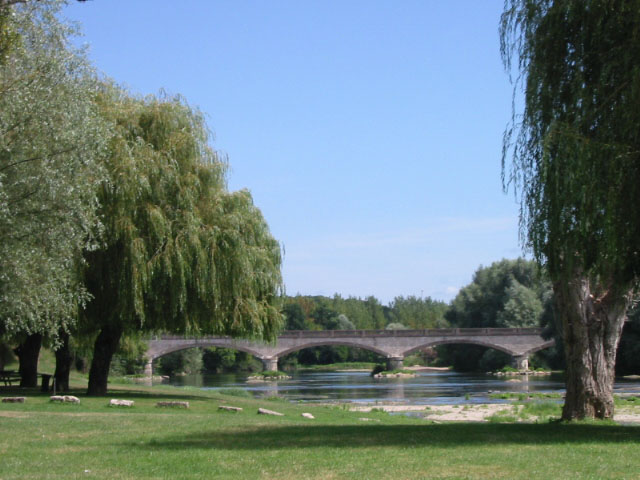
Brücke über den Cher

## Persönlichkeiten
- Michel Breitman (1926–2009), Schriftsteller